# Cratichneumon russatus
Cratichneumon russatus là một loài tò vò trong họ Ichneumonidae.